# Деркська митрополія
Деркська митрополія (грец. Μητρόπολη Δέρκων) — православна єпархія Константинопольської православної церкви з центром у стамбульському кварталі Тераб'я району Сариєр у Туреччині. Назва походить від стародавнього міста Дерк (нині Дурусу) біля озера Дурусу. Деркська єпархія була заснована за імператора Анастасія I (491—518) і входила до Іраклійської митрополії до 8 століття, коли була підвищена до архієпархії, а близько 1380 — до митрополії. У 1453 територію окупували турки-османи й митрополія занепала. Відновлена 1655 року з центром у Ферапії, містечку на Боспорі за 15 км від Константинополя (нині в межах Стамбулу). Після обміну населенням 1923 року православні віряни лишилися тільки в передмістях Стамбулу.
Кафедральний собор — церква святої Параскеви в Ферапії. Митрополит входить до патріаршого синоду. Нинішній митрополит — Апостол (Даніїлідіс).

## Історія

### Єпархія
Селище Дерк (грец. Δέρκοι, туркм. Durusu) існувало з класичної античності поруч з однойменним озером за 45 км на північний схід від Константинополя. Імператор Анастасій I (491—518) у 507 році розбудував його до міста. Воно мало слугувати як передова фортеця для оборони Константинополя.
Приблизно в цей же час була заснована Деркська і Хілійська єпархія (грец. Επισκοπή Δέρκων και Χηλής), яка до 8 століття входила до Іраклійської митрополії. На початку 6 століття місто та єпископська кафедра мали славу твердині монофізитів, тут сховався аскет-монофізит Зоора після Константинопольського собору 536 року.
Деркський єпископ Григорій згадується в документах Сьомого вселенського собору 787 року.

### Архієпархія
У 8 столітті Деркська єпархія була підвищена до архієпархії. Макарій I брав участь у соборі 879 року, архієпископ Костянтин — у антияковитському соборі 1030 року, а неназваний архієпископ долучався до Влахернського собору 1082 року проти Йоана Італа.
У 1166 році архієпископ Йоан II неодноразово, але безуспішно, пробував перенести кафедру до сусідньої Філеї. У листі 1177 року до вірменського католикоса Григорія IV Юного згадується архієпископ Михаїл, а архієпископ Григорій — у документах синоду за лютий 1197 року.
Під час Латинської імперії у 1204—1247 православного єпископа було усунуто й на його місце призначено католицького, який підпорядковувався безпосередньо Латинському патріарху Константинополя. У липні 1274 неназваний архієпископ Деркський підписав ліонську унію з католицькою церквою, але вже в 1285 році унія була соборно засуджена в Константинополі, а уніатського патріарха Йоана Векка відлучено від церкви.
Архієпархію близько 1289—1294 років очолював архієпископ Макарій, але вже на початку 14 століття кафедра стала вакантною. Під час патріарха Нифонта I (1310—1314) прибутки єпархії передавалися безпосередньо патріаршому престолу, а в квітні 1316 року митрополита Німфейського Феодосія було призначено адміністратором архієпархії. Кафедру відновлено в березні 1324 року з призначенням на неї архієпископа Луки, який служив щонайменше до 1329 року. Архієпископ Гавриїл підписав томос 1351 року, де заохочувалися погляди Григорія Палами і який знаменував завершення ісихастських суперечок.
У 1355 кафедру ненадовго об'єднали з Візійською митрополією під керівництвом Неофіта. Після завоювання Іраклії Понтійської османами в 1360 році, у січні 1365 року архієпископа Деркського підпорядковано до Іраклійської митрополії, щоби та допомагала йому фінансово. Це тривало до березня 1371, коли архієпархія знову стала самостійною.

### Митрополія в 1379—1453 роках
У вересні 1379 року архієпархія перетворена на митрополію. Першим митрополитом Деркським став Павло, який лишався на посаді щонайменше до травня 1384 року. З лютого 1389 до жовтня 1400 кафедру очолював митрополит Йоасаф. Неназваний митрополит згадується 1403 року, але після цього кафедра, найімовірніше, лишалася вакантною через османське спустошення регіону. Лише в серпні 1409 року її очолив митрополит Василій. Останнім митрополитом перед падінням Константинополя був Акакій, що згадувався наприкінці 1452, невдовзі після того, як місто Дерк було захоплене османами.

### Відсутність кафедри у 1453—1655 роках
Територія митрополії була окупована турками-османами на початку 1453 року. Після цього митрополія припинила існування через депопуляцію.
Лишалося тільки невеличке грецьке поселення на південному березі озера Дерк, води звідки транспортувалися до Константинополя через акведук. Там мешкало близько 300 осіб. У 1466 році воно підпорядковувалося безпосередньо патріарху Константинопольському.

### Митрополія в 1655—1923 роках
У 1655 році митрополію відновлено з центром у Ферапії (грец. Θεραπειά, туркм. Tarabya), містечку на Боспорі за 15 км від Константинополя. Нині це передмістя Стамбулу.
У жовтні 1746 року митрополія зайняла восьме місце в ієрархії Константинопольського патріархату й включала 41 село в околицях Константинополя і вздовж берегів Чорного і Мармурового морів, зокрема Сан-Стефано, Бакиркьой та Бююкдере.
У 1821 році під час Константинопольської різанини, пов'язаної з грецькою війною за незалежність, митрополит Деркський Григорій був страчений османами разом із іншими православними грецькими єпископами.
За статичними даними 1873—1874 років до митрополії належали православні громади 41 села й 25 000 православних, із яких 2500 були болгарами.

### Митрополія після 1923 року
Після підписання Лозаннського мирного договору в 1923 році та обміну населенням між Грецією і Туреччиною, в митрополії лишилося лише 5 діючих церков у передмісті Стамбула.
Станом на 2022 рік у митрополії діє 8 парафій і 8 баптистеріїв.

## Територія
У 14 столітті Деркська митрополія обмежувалася Чорним морем на півночі; Боспорською протокою і архієпархією Константинополя на сході; Мармуровим морем, Метрійською та Сіліврійською митрополіями на півдні; Тіролойською митрополією на заході.

## Єпископат

### Єпископи Деркські і Хілійські
- Григорій (8 століття)

### Архієпископи Деркські
- Макарій I (згадується 879)
- Костянтин (згад. 1030)
- Йоан II (згад. 1166)
- Михаїл (згад. 1177)
- Григорій (згад. 1196)
- вакантно (1204—1247, кафедра захоплена католиками)
- вакантно (1274—1285, архієпископ перейшов до уніатства)
- Макарій (бл. 1289—1294)
- вакантно (бл. 1310—1316)
- вакантно, адміністратор Феодосій, митрополит Німфейський (квітень 1316 — ?)
- Лука (березень 1324 — бл. 1329)
- вакантно, адміністратор Неофіт, митрополит Візійський (згад. 1355)

### Митрополити Деркські
- Павло I (1379—1384)
- Йоасаф (лютий 1389 — жовтень 1400)
- неназваний митрополит (згад. 1403)
- вакантно (бл. 1403—1409)
- Василій (серпень 1409 — ?)
- Акакій (згад. 1452)
- кафедра ліквідована (1453—1655)
- Самуїл (Хандзеріс) (1731 — 24 травня 1763)
- Макарій III (4 березня 1794 — червень 1801)
- Григорій III (червень 1801 — 4 червня 1821)
- Макарій (Баласакіс) (червень 1801 — 4 червня 1821)
- Єремія (9 червня 1821 — 9 червня 1824)
- Никифор (Пілусіотіс) (вересень 1824—1835)
- Герман (22 листопада 1835 — 14 червня 1842)
- Неофіт (Веглеріс) (червень 1842 — 13 березня 1853)
- Герасим (Пурнарас) (15 березня 1853 — 12 березня 1865)
- Неофіт (Дрімадіс) (14 березня 1865 — 5 серпня 1875)
- Йоаким (Крусулудіс) (7 серпня 1875 — 1 жовтня 1884)
- Каллінік (Фотіадіс) (20 грудня 1884 — 8 травня 1924)
- Костянтин (Арапоглу) (8 травня 1924 — 17 грудня 1924)
- Фотій (Маніатіс) (17 січня 1925 — 7 жовтня 1929)
- Амвросій (Ставрінос) (24 жовтня 1929 — 9 грудня 1931)
- Йоаким (Пелеканос) (12 грудня 1931 — 23 січня 1950)
- Яків (Папапаїсіу) (27 березня 1950 — 1 березня 1977)
- Костянтин (Харісіадіс) (15 березня 1977 — 29 серпня 2011)
- Апостол (Даніїлідіс) (з 29 серпня 2011)

## Парафії
Нині всі діючі парафії знаходяться у м. Стамбул, у районах Сириєр та Бакиркьой.
| № | Назва                               | Округа     | Район     | Провінція | Адреса                                              | Настоятель                                              | Примітки                                 |
| - | ----------------------------------- | ---------- | --------- | --------- | --------------------------------------------------- | ------------------------------------------------------- | ---------------------------------------- |
| 1 | Кафедральний собор святої Параскеви | Тараб’я    | Сариєр    | Стамбул   | Yeniköy cd. 64-68, 80880 Tarabya, Istanbul          | митр. Апостол (Даніїлідіс), пресв. Адамантій Коккінакіс | У колишньому грецькому містечку Ферапія. |
| 2 | Церква святої Єлени                 | Тараб’я    | Сариєр    | Стамбул   | Salçıkır cd. 90, 80880 Tarabya, Istanbul            |                                                         | Цвинтарна.                               |
| 3 | Церква святої Параскеви             | Бююкдере   | Сариєр    | Стамбул   | Danışment sk. 5, 80890 Büyükdere, Istanbul          | пресв. Порфирій Карацікос                               |                                          |
| 4 | Церква святого Георгія              | Бююкдере   | Сариєр    | Стамбул   | Bahçeköy cd. 108, 80890 Büyükdere, Istanbul         |                                                         | Цвинтарна.                               |
| 5 | Церква Різдва Йоана Предтечі        | Єнімахалле | Сариєр    | Стамбул   | Ibni Sina sk. 6, 80900 Yenimahalle, Istanbul        | пресв. Порфирій Карацікос                               |                                          |
| 6 | Церква святого Георгія              | Бакиркьой  | Бакиркьой | Стамбул   | Ebuziyya cd. 15, 34720 Bakırköy, Istanbul           | пресв. Антоній Карацікос                                |                                          |
| 7 | Церква Вознесіння Господнього       | Бакиркьой  | Бакиркьой | Стамбул   | Teyyareci Hayrettin sk. 4, 34720 Bakırköy, Istanbul |                                                         | Цвинтарна.                               |
| 8 | Церква святого Стефана              | Єшилькьой  | Бакиркьой | Стамбул   | Mirasyedi sk. 9, 34800 Yeşilköy, Istanbul           | синкел Анфім Хліадіс                                    |                                          |